# Hamida Djandoubi
Hamida Djandoubi (Arabisch: حميدة الجندوبي, Ḥamīda al-Ǧandūbī) (Tunesië, 22 september 1949 – Marseille, 10 september 1977) was de laatste persoon die in Frankrijk werd geguillotineerd. Hij was een Tunesisch immigrant die werd veroordeeld voor de marteling van en moord op een 21 jaar oude vrouw.
Djandoubi leefde en werkte vanaf 1968 te Marseille als inpakker in een kruidenierswinkel en 1971 als tuinier in een kinderdagverblijf, maar hij verloor zijn baan na een arbeidsongeval waarbij hij twee derde van zijn rechterbeen verloor. In 1973 diende de 21 jaar oude Elisabeth Bousquet een klacht tegen hem in wegens vrijheidsberoving en wreedheden en omdat hij had geprobeerd haar tot prostitutie te dwingen.
Djandoubi werd gearresteerd, maar uiteindelijk vrijgelaten in de lente van datzelfde jaar. Hierna won Djandoubi het vertrouwen van twee andere jonge meisjes en dwong hen voor hem te werken in de prostitutie. Het idee wraak te nemen op zijn aanklaagster bleef Djandoubi echter achtervolgen. In 1974 kidnapte hij Bousquet en nam haar mee naar zijn huis, waar hij haar in het bijzijn van de twee verschrikte meisjes een pak rammel gaf. Hierna drukte hij een brandende sigaret rond de borst en genitale zones van Bousquet. De vrouw overleefde de marteling en Djandoubi nam haar mee in de auto naar een buitenwijk van Marseille, waar hij haar uiteindelijk wurgde.
Bij thuiskomst waarschuwde hij de twee meisjes te zwijgen over wat ze hadden gezien. Pas nadat Bousquets lichaam was geïdentificeerd, een maand nadat twee kinderen het op 7 juli 1974 in een hut hadden aangetroffen, vonden de meisjes de moed er toch over te gaan praten. Djandoubi werd opnieuw gearresteerd.
Na een langdurig vooronderzoek verscheen hij uiteindelijk op 24 februari 1977 voor het assisenhof in Aix-en-Provence, op verdenking van marteling en moord, verkrachting en geweld met voorbedachten rade. Zijn voornaamste verdediging was gestoeld op de effecten van zijn beenamputatie van zes jaar eerder. Die zou hem volgens zijn advocaat tot een uitbarsting van drankmisbruik en geweld hebben gedreven en "een andere man" van hem hebben gemaakt. De verdediging kon echter op weinig bijval rekenen en Djandoubi werd één dag later (25 februari) al ter dood veroordeeld en op 9 juni werd een gratieverzoek door president Valéry Giscard d'Estaing verworpen.
In de vroege morgen van 10 september werd Djandoubi gewekt met de mededeling dat hij geen gratie kreeg. Even later, om 4:40 uur, werd hij in de Baumettes-gevangenis te Marseille door middel van de guillotine onthoofd. Deze executie werd uitgevoerd door de beul Marcel Chevalier.
Hierna werden nog meer dan een dozijn mensen in Frankrijk ter dood veroordeeld, maar ze kregen allen gratie. In 1981 werd de doodstraf in Frankrijk afgeschaft door de regering onder president Mitterrand.